# Тарксон, Адольфус
Адольфус Аква Робертсон Тарксон известный, как Ато Тарксон (англ. Ato Turkson; 12 сентября 1933, Виннеба, Золотой Берег — 21 июня 1993) — ганский композитор и музыковед

## Биография
В 1964 года окончил Университет Ганы. Продолжил обучение по классу композиции в Музыкальной академии им. Ференца Листа в Будапеште, ученик Режё Шугара (1963—1967).
Получил доктора наук в области музыковедения и философии в Северо-западном университете (Эванстон, штат Иллинойс). Докторская диссертация Ато Тарксон была посвящена традиционной музыке народности эфуту из южных Гуан.
Читал лекции в университете Ганы. Был приглашённым преподавателем в Кёльнском университете (ФРГ, 1978) и Университете штата Орегон в Портленде (США, 1982).

## Творчество
В своём творчестве использовал авангардную технику музыкальной композиции преимущественно западноевропейской музыки второй половины XX века (атональность и сериализм).

## Избранные музыкальные сочинения
- Trio, op. 3 (1965)
- Six easy pieces for piano, op. 4 (1965)
- Serenade no. 1 for string orchestra, op. 5 (1965)
- String quartet, op. 6 (1966)
- Serenade no. 2 for string orchestra, op. 7 (1966)
- Te Deum, op. 8 (1966)
- Oboe quintet, op. 9 (1966)
- Three pieces for flute and piano, op. 14 (1968)
- Three pieces for oboe and piano, op. 15 (1968)
- Sonata for violin, op. 16.
- Elements I, op. 19 (1970)
- Symphony, op. 20 (1970)
- Symphony, op. 21 (1970)
- Fanta Lyric for Flute Solo, op. 22 (1970)
- Six piano pieces, op. 12 (1977)